# Urbana (Illinois)
Urbana ist eine Stadt und Verwaltungssitz des Champaign County im Osten des US-amerikanischen Bundesstaates Illinois. Im Jahr 2000 hatte Urbana 37.362 Einwohner; bis zur Schätzung 2010 stieg die Einwohnerzahl auf 41.250 an. Bis 2020 fiel die Einwohnerzahl wieder auf 38.336 ab.
Urbana ist zusammen mit der benachbarten Stadt Champaign Sitz der University of Illinois at Urbana-Champaign. Die Stadt hat eine starke Mehrheit für die Demokraten bei den meisten Wahlen, begünstigt durch den Einfluss der Universität.

## Geografie und Verkehr
Urbana erstreckt sich über 30,3 km².
Am Nordrand der Stadt verläuft die Interstate 74 und bildet die kürzeste Verbindung von Indianapolis zu den Quad Cities. Im Zentrum der Stadt treffen die U.S. Highways 45 und 150 sowie die Illinois State Route 130 aufeinander.
Neben vielen Gebäuden aus dem 19. oder 20. Jahrhundert wurde 2003 das erste Passivhaus in den Vereinigten Staaten errichtet, welches privat als Einfamilienhaus genutzt wird.
Durch Urbana verläuft in West-Ost-Richtung eine Eisenbahnlinie der Norfolk Southern Railway. Durch den Flughafen Champaign ist die Region auch für nationalen und regionalen Flugverkehr erreichbar.
Neben der unmittelbar angrenzenden Stadt Champaign sind die nächstgelegenen größeren Städte Danville (54,8 km östlich), Effingham (122 km südlich), Decatur (83,6 km südwestlich) und Bloomington (85 km nordwestlich).

## Demografische Daten
Bei der offiziellen Volkszählung im Jahre 2000 wurde eine Einwohnerzahl von 36.395 ermittelt. Diese verteilten sich auf 14.327 Haushalte in 6.217 Familien. Die Bevölkerungsdichte lag bei 1.201 Einwohnern pro Quadratkilometer. Es gab 15.243 Wohngebäude, was einer Bebauungsdichte von 503,0 Gebäuden je Quadratkilometer entsprach.
Die Bevölkerung bestand im Jahre 2000 aus 67,0 Prozent Weißen, 14,3 Prozent Afroamerikanern, 0,2 Prozent Indianern, 14,2 Prozent Asiaten und 1,8 Prozent anderen. 2,4 Prozent gaben an, von mindestens zwei dieser Gruppen abzustammen. 3,5 Prozent der Bevölkerung bestand aus Hispanics, die verschiedenen der genannten Gruppen angehörten.
14,9 Prozent waren unter 18 Jahren, 36,2 Prozent zwischen 18 und 24, 26,4 Prozent von 25 bis 44, 13,2 Prozent von 45 bis 64 und 9,3 Prozent 65 und älter. Das mittlere Alter lag bei 25 Jahren. Auf 100 Frauen kamen statistisch 111,3 Männer, bei den über 18-Jährigen 111,7.
Das mittlere Einkommen pro Haushalt betrug 27.819 US-Dollar (USD), das mittlere Familieneinkommen 42.655 USD. Das mittlere Einkommen der Männer lag bei 32.827 USD, das der Frauen bei 26.349 USD. Das Pro-Kopf-Einkommen belief sich auf 15.969 USD. Rund 13,3 Prozent der Familien und 27,3 Prozent der Gesamtbevölkerung lagen mit ihrem Einkommen unter der Armutsgrenze.

## Studenten
Rund 40.000 Studenten besuchen derzeit die University of Illinois at Urbana-Champaign. Ein Großteil des Campus der Universität liegt auf dem Gebiet der Stadt Urbana, der übrige Teil auf dem Gebiet von Champaign.

## Persönlichkeiten

### Söhne und Töchter der Stadt
- William Slavens McNutt (1885–1938), Drehbuchautor und Schriftsteller
- Robert W. Holley (1922–1993), Biochemiker und Nobelpreisträger
- Peter Westergaard (1931–2019), Komponist und Musiktheoretiker
- William Mulliken (1939–2014), Schwimmer
- Thomas J. M. Schopf (1939–1984), Paläontologe, Hochschullehrer
- W. Ford Doolittle (* 1941), Biochemiker
- J. William Schopf (* 1941), Paläontologe, Hochschullehrer
- Cecil Bridgewater (* 1942), Jazztrompeter und -komponist
- Roger Ebert (1942–2013), Filmkritiker und erster Pulitzer-Preis-Gewinner für Filmkritik
- Dan Graham (1942–2022), Bildhauer, Konzept- und Videokünstler
- Tom Harrell (* 1946), Jazztrompeter und Komponist
- Ward Churchill (* 1947), Ethnologe, Schriftsteller und politischer Aktivist
- José Graziano da Silva (* 1949), brasilianischer Ökonom, Agronom und Autor; Direktor der Ernährungs- und Landwirtschaftsorganisation der Vereinten Nationen
- Lars Peter Hansen (* 1952), Wirtschaftswissenschaftler
- John Geanakoplos (* 1955), Ökonom
- Brian Lynch (* 1956), Jazztrompeter
- Peggy McCarthy (* 1956), Ruderin
- August Zirner (* 1956), Schauspieler, lebt in Deutschland
- Andrew E. Lange (1957–2010), Astrophysiker
- Brady W. Dougan (* 1959), Bankmanager
- Benny Kim (* 1962), Geiger
- Karen Kurreck (* 1962), Radrennfahrerin
- Charles L. Kane (* 1963), Physiker und Hochschullehrer
- Theodore Gray (* 1964), Chemiker
- Nina Paley (* 1968), Comiczeichnerin, Animatorin und Aktivistin für freien Kultur
- Eugie Foster (1971–2014), Science-Fiction- und Fantasy-Schriftstellerin
- Gil Shaham (* 1971), international bekannter Violinist
- Jennie Garth (* 1972), Schauspielerin
- Gia Lewis-Smallwood (* 1979), Diskuswerferin
- Ella Masar (* 1986), Fußballspielerin
- Zena Cardman (* 1987), Astronautin
- Ken Baumann (* 1989), Schauspieler
- Jonathan Kuck (* 1990), Eisschnellläufer
- Taybor Pepper (* 1994), American-Football-Spieler

### Persönlichkeiten mit Bezug zur Stadt
- Richard Powers (* 1957), Schriftsteller; wohnt in Urbana
- David Foster Wallace (1962–2008), Schriftsteller; wuchs in Urbana auf